# 2019-es WEC bahreini 8 órás verseny
| Pályarajz | Pályarajz               | Pályarajz                                       |
| --------- | ----------------------- | ----------------------------------------------- |
|           |                         |                                                 |
| Győztesek |                         |                                                 |
| Kategória | Csapat                  | Versenyzők                                      |
| LMP1      | #7 Toyota Gazoo Racing  | Mike Conway Kobajasi Kamui José María López     |
| LMP2      | #22 United Autosports   | Filipe Albuquerque Philip Hanson Paul di Resta  |
| LMGTE Pro | #95 Aston Martin Racing | Marco Sørenseno Nicki Thiim                     |
| LMGTE Am  | #57 Team Project 1      | Jeroen Bleekemolen Larry ten Voorde Ben Keating |

A 2019-es WEC Bahreini 8 órás verseny a Hosszútávú-világbajnokság 2019–20-as szezonjának negyedik futama volt, amelyet  2019. december 14-én tartottak meg. A fordulót Mike Conway, Kobajasi Kamui és José María López triója nyerte meg, akik a hibridhajtású Toyota Gazoo Racing csapatának versenyautóját vezették.

## Időmérő
A kategóriák leggyorsabb versenyzői vastaggal vannak kiemelve.
| Poz. | Kategória | Csapat                    | Átlagidő | Különbség | Rajthely |
| ---- | --------- | ------------------------- | -------- | --------- | -------- |
| 1.   | LMP1      | #1 Rebellion Racing       | 1:42.979 | -         | 1        |
| 2.   | LMP1      | #5 Team LNT               | 1:43.123 | +0.144    | 2        |
| 3.   | LMP1      | #8 Toyota Gazoo Racing    | 1:43.497 | +0.518    | 3        |
| 4.   | LMP1      | #7 Toyota Gazoo Racing    | 1:43.842 | +0.863    | 4        |
| 5.   | LMP1      | #6 Team LNT               | 1:43.887 | +0.908    | 5        |
| 6.   | LMP2      | #22 United Autosports     | 1:45.357 | +2.378    | 6        |
| 7.   | LMP2      | #37 Jackie Chan DC Racing | 1:45.649 | +2.670    | 7        |
| 8.   | LMP2      | #26 G-Drive Racing        | 1:45.953 | +2.974    | 8        |
| 9.   | LMP2      | #38 Jota Sport            | 1:46.415 | +3.436    | 9        |
| 10.  | LMP2      | #42 Cool Racing           | 1:47.265 | +4.286    | 10       |
| 11.  | LMP2      | #33 High Class Racing     | 1:47.323 | +4.344    | 11       |
| 12.  | LMP2      | #36 Signatech Alpine Elf  | 1:47.725 | +4.746    | 12       |
| 13.  | LMP2      | #29 Racing Team Nederland | 1:48.899 | +5.920    | 13       |
| 14.  | LMP2      | #47 Cetilar Racing        | 1:49.474 | +6.495    | 14       |
| 15.  | LMGTE-Pro | #91 Porsche GT Team       | 1:55.485 | +12.506   | 15       |
| 16.  | LMGTE-Pro | #92 Porsche GT Team       | 1:55.545 | +12.566   | 16       |
| 17.  | LMGTE-Pro | #51 AF Corse              | 1:56.087 | +13.108   | 17       |
| 18.  | LMGTE-Pro | #71 AF Corse              | 1:56.318 | +13.339   | 18       |
| 19.  | LMGTE-Pro | #95 Aston Martin Racing   | 1:56.389 | +13.410   | 19       |
| 20.  | LMGTE-Am  | #57 Team Project 1        | 1:57.602 | +14.623   | 20       |
| 21.  | LMGTE-Am  | #88 Dempsey-Proton Racing | 1:57.661 | +14.682   | 21       |
| 22.  | LMGTE-Am  | #83 AF Corse              | 1:57.690 | +14.711   | 22       |
| 23.  | LMGTE-Am  | #56 Team Project 1        | 1:57.863 | +14.884   | 23       |
| 24.  | LMGTE-Am  | #86 Gulf Racing           | 1:57.977 | +14.998   | 24       |
| 25.  | LMGTE-Am  | #98 Aston Martin Racing   | 1:58.002 | +15.023   | 25       |
| 26.  | LMGTE-Am  | #90 TF Sport              | 1:58.047 | +15.068   | 26       |
| 27.  | LMGTE-Am  | #62 Red River Sport       | 1:58.217 | +15.238   | 27       |
| 28.  | LMGTE-Am  | #70 MR Racing             | 1:58.635 | +15.656   | 28       |
| 29.  | LMGTE-Am  | #77 Dempsey-Proton Racing | 1:59.959 | +16.980   | 29       |
| 30.  | LMGTE-Pro | #97 Aston Martin Racing   | 1:56.253 | +13.274   | 30       |
| 31.  | LMGTE-Am  | #54 AF Corse              | 1:56.903 | +13.924   | 31       |

## Verseny
A résztvevőknek legalább a versenytáv 70%-át (180 kört) teljesíteniük kellett ahhoz, hogy az elért eredményüket értékeljék. A kategóriák leggyorsabb versenyzői vastaggal vannak kiemelve.
| Poz. | Kategória | #  | Csapat                | Versenyzők                                               | Kasztni                      | Abroncs | Körök | Idő/Kiesés oka |
| Poz. | Kategória | #  | Csapat                | Versenyzők                                               | Motor                        | Abroncs | Körök | Idő/Kiesés oka |
| ---- | --------- | -- | --------------------- | -------------------------------------------------------- | ---------------------------- | ------- | ----- | -------------- |
| 1.   | LMP1      | 7  | Toyota Gazoo Racing   | Mike Conway Kobajasi Kamui José María López              | Toyota TS050 Hybrid          | M       | 257   | 8:01:23.599    |
| 1.   | LMP1      | 7  | Toyota Gazoo Racing   | Mike Conway Kobajasi Kamui José María López              | Toyota 2.4L Turbo V6         | M       | 257   | 8:01:23.599    |
| 2.   | LMP1      | 8  | Toyota Gazoo Racing   | Sébastien Buemi Nakadzsima Kazuki Brendon Hartley        | Toyota TS050 Hybrid          | M       | 256   | +1 kör         |
| 2.   | LMP1      | 8  | Toyota Gazoo Racing   | Sébastien Buemi Nakadzsima Kazuki Brendon Hartley        | Toyota 2.4L Turbo V6         | M       | 256   | +1 kör         |
| 3.   | LMP1      | 1  | Rebellion Racing      | Bruno Senna Gustavo Menezes Norman Nato                  | Rebellion R13                | M       | 254   | +3 kör         |
| 3.   | LMP1      | 1  | Rebellion Racing      | Bruno Senna Gustavo Menezes Norman Nato                  | Gibson GL458 4.5 L V8        | M       | 254   | +3 kör         |
| 4    | LMP2      | 22 | United Autosports     | Filipe Albuquerque Philip Hanson Paul di Resta           | Oreca 07                     | M       | 249   | +9 kör         |
| 4    | LMP2      | 22 | United Autosports     | Filipe Albuquerque Philip Hanson Paul di Resta           | Gibson GK428 4.2 L V8        | M       | 249   | +9 kör         |
| 5.   | LMP2      | 38 | Jota Sport            | António Félix da Costa Anthony Davidson Roberto González | Oreca 07                     | G       | 249   | +9 kör         |
| 5.   | LMP2      | 38 | Jota Sport            | António Félix da Costa Anthony Davidson Roberto González | Gibson GK428 4.2 L V8        | G       | 249   | +9 kör         |
| 6.   | LMP2      | 37 | Jackie Chan DC Racing | Ho-Pin Tung Gabriel Aubry Will Stevens                   | Oreca 07                     | G       | 248   | +9 kör         |
| 6.   | LMP2      | 37 | Jackie Chan DC Racing | Ho-Pin Tung Gabriel Aubry Will Stevens                   | Gibson GK428 4.2 L V8        | G       | 248   | +9 kör         |
| 7.   | LMP2      | 26 | G-Drive Racing        | Roman Ruszinov Jean-Éric Vergne Job van Uitert           | Oreca 07                     | M       | 248   | +9 kör         |
| 7.   | LMP2      | 26 | G-Drive Racing        | Roman Ruszinov Jean-Éric Vergne Job van Uitert           | Gibson GK428 4.2 L V8        | M       | 248   | +9 kör         |
| 8.   | LMP2      | 36 | Signatech Alpine Elf  | Thomas Laurent André Negrão Pierre Ragues                | Oreca 07                     | M       | 248   | +9 kör         |
| 8.   | LMP2      | 36 | Signatech Alpine Elf  | Thomas Laurent André Negrão Pierre Ragues                | Gibson GK428 4.2 L V8        | M       | 248   | +9 kör         |
| 9.   | LMP2      | 29 | Racing Team Nederland | Giedo van der Garde Frits van Eerd Nyck de Vries         | Oreca 07                     | M       | 247   | +10 kör        |
| 9.   | LMP2      | 29 | Racing Team Nederland | Giedo van der Garde Frits van Eerd Nyck de Vries         | Gibson GK428 4.2 L V8        | M       | 247   | +10 kör        |
| 10.  | LMP2      | 42 | Cool Racing           | Nicolas Lapierre Antonin Borga Alexander Coigny          | Oreca 07                     | M       | 245   | +12 kör        |
| 10.  | LMP2      | 42 | Cool Racing           | Nicolas Lapierre Antonin Borga Alexander Coigny          | Gibson GL458 4.5 L V8        | M       | 245   | +12 kör        |
| 11.  | LMP2      | 33 | High Class Racing     | Anders Fjordbach Mark Patterson Jamasita Kenta           | Oreca 07                     | G       | 244   | +13 kör        |
| 11.  | LMP2      | 33 | High Class Racing     | Anders Fjordbach Mark Patterson Jamasita Kenta           | Gibson GK428 4.2 L V8        | G       | 244   | +13 kör        |
| 12.  | LMP2      | 47 | Cetilar Racing        | Andrea Belicchi Roberto Lacorte Giorgio Sernagiotto      | Dallara P217                 | M       | 240   | +17 Laps       |
| 12.  | LMP2      | 47 | Cetilar Racing        | Andrea Belicchi Roberto Lacorte Giorgio Sernagiotto      | Gibson GK428 4.2 L V8        | M       | 240   | +17 Laps       |
| 13.  | LMGTE Pro | 95 | Aston Martin Racing   | Marco Sørensen Nicki Thiim                               | Aston Martin Vantage AMR GTE | M       | 235   | +22 kör        |
| 13.  | LMGTE Pro | 95 | Aston Martin Racing   | Marco Sørensen Nicki Thiim                               | Aston Martin 4.0L Turbo V8   | M       | 235   | +22 kör        |
| 14.  | LMGTE Pro | 71 | AF Corse              | Davide Rigon Miguel Molina                               | Ferrari 488 GTE Evo          | M       | 235   | +22 kör        |
| 14.  | LMGTE Pro | 71 | AF Corse              | Davide Rigon Miguel Molina                               | Ferrari F154CB 4.0L Turbo V8 | M       | 235   | +22 kör        |
| 15.  | LMGTE Pro | 97 | Aston Martin Racing   | Alex Lynn Maxime Martin                                  | Aston Martin Vantage AMR GTE | M       | 235   | +22 kör        |
| 15.  | LMGTE Pro | 97 | Aston Martin Racing   | Alex Lynn Maxime Martin                                  | Aston Martin 4.0L Turbo V8   | M       | 235   | +22 kör        |
| 16.  | LMGTE Pro | 51 | AF Corse              | James Calado Alessandro Pier Guidi                       | Ferrari 488 GTE Evo          | M       | 235   | +22 kör        |
| 16.  | LMGTE Pro | 51 | AF Corse              | James Calado Alessandro Pier Guidi                       | Ferrari F154CB 4.0L Turbo V8 | M       | 235   | +22 kör        |
| 17.  | LMGTE Pro | 91 | Porsche GT Team       | Gianmaria Bruni Richard Lietz                            | Porsche 911 RSR-19           | M       | 233   | +24 kör        |
| 17.  | LMGTE Pro | 91 | Porsche GT Team       | Gianmaria Bruni Richard Lietz                            | Porsche 4.2L Flat-Six        | M       | 233   | +24 kör        |
| 18.  | LMGTE Am  | 57 | Team Project 1        | Jeroen Bleekemolen Larry ten Voorde Ben Keating          | Porsche 911 RSR              | M       | 233   | +24 kör        |
| 18.  | LMGTE Am  | 57 | Team Project 1        | Jeroen Bleekemolen Larry ten Voorde Ben Keating          | Porsche 4.0L Flat 6          | M       | 233   | +24 kör        |
| 19.  | LMGTE Pro | 92 | Porsche GT Team       | Michael Christensen Kévin Estre                          | Porsche 911 RSR-19           | M       | 233   | +24 kör        |
| 19.  | LMGTE Pro | 92 | Porsche GT Team       | Michael Christensen Kévin Estre                          | Porsche 4.2L Flat-Six        | M       | 233   | +24 kör        |
| 20.  | LMGTE Am  | 98 | Aston Martin Racing   | Paul Dalla Lana Darren Turner Ross Gunn                  | Aston Martin Vantage AMR GTE | M       | 233   | +24 kör        |
| 20.  | LMGTE Am  | 98 | Aston Martin Racing   | Paul Dalla Lana Darren Turner Ross Gunn                  | Aston Martin 4.0L Turbo V8   | M       | 233   | +24 kör        |
| 21.  | LMGTE Am  | 86 | Gulf Racing           | Ben Barker Michael Wainwright ndrew Watson               | Porsche 911 RSR              | M       | 233   | +24 kör        |
| 21.  | LMGTE Am  | 86 | Gulf Racing           | Ben Barker Michael Wainwright ndrew Watson               | Porsche 4.0L Flat 6          | M       | 233   | +24 kör        |
| 22.  | LMGTE Am  | 83 | AF Corse              | Emmanuel Collard Nicklas Nielsen François Perrodo        | Ferrari 488 GTE Evo          | M       | 232   | +25 kör        |
| 22.  | LMGTE Am  | 83 | AF Corse              | Emmanuel Collard Nicklas Nielsen François Perrodo        | Ferrari F154CB 4.0L Turbo V8 | M       | 232   | +25 kör        |
| 23.  | LMGTE Am  | 54 | AF Corse              | Francesco Castellacci Giancarlo Fisichella Thomas Flohr  | Ferrari 488 GTE Evo          | M       | 232   | +25 kör        |
| 23.  | LMGTE Am  | 54 | AF Corse              | Francesco Castellacci Giancarlo Fisichella Thomas Flohr  | Ferrari F154CB 4.0L Turbo V8 | M       | 232   | +25 kör        |
| 24.  | LMGTE Am  | 77 | Dempsey-Proton Racing | Christian Ried Riccardo Pera Matt Campbell               | Porsche 911 RSR              | M       | 231   | +26 kör        |
| 24.  | LMGTE Am  | 77 | Dempsey-Proton Racing | Christian Ried Riccardo Pera Matt Campbell               | Porsche 4.0L Flat 6          | M       | 231   | +26 kör        |
| 25.  | LMGTE Am  | 70 | MR Racing             | Olivier Beretta Cozzolino Kei Isikava Motoaki            | Ferrari 488 GTE Evo          | M       | 230   | +27 kör        |
| 25.  | LMGTE Am  | 70 | MR Racing             | Olivier Beretta Cozzolino Kei Isikava Motoaki            | Ferrari F154CB 4.0L Turbo V8 | M       | 230   | +27 kör        |
| 26.  | LMGTE Am  | 62 | Red River Sport       | Bonamy Grimes Charles Hollings Johnny Mowlem             | Ferrari 488 GTE Evo          | M       | 229   | +28 kör        |
| 26.  | LMGTE Am  | 62 | Red River Sport       | Bonamy Grimes Charles Hollings Johnny Mowlem             | Ferrari F154CB 4.0L Turbo V8 | M       | 229   | +28 kör        |
| 27.  | LMGTE Am  | 56 | Team Project 1        | Matteo Cairoli David Heinemeier Hansson Egidio Perfetti  | Porsche 911 RSR              | M       | 214   | +43 kör        |
| 27.  | LMGTE Am  | 56 | Team Project 1        | Matteo Cairoli David Heinemeier Hansson Egidio Perfetti  | Porsche 4.0L Flat 6          | M       | 214   | +43 kör        |
| Ki   | LMP1      | 6  | Team LNT              | Michael Simpson Chris Dyson Guy Smith                    | Ginetta G60-LT-P1            | M       | 195   | 6:15:00.212    |
| Ki   | LMP1      | 6  | Team LNT              | Michael Simpson Chris Dyson Guy Smith                    | ER P60C 2.4 L Turbo V6       | M       | 195   | 6:15:00.212    |
| Ki   | LMGTE Am  | 90 | TF Sport              | Jonathan Adam Charlie Eastwood Salih Yoluç               | Aston Martin Vantage AMR GTE | M       | 178   | 7:35:48.349    |
| Ki   | LMGTE Am  | 90 | TF Sport              | Jonathan Adam Charlie Eastwood Salih Yoluç               | Aston Martin 4.0L Turbo V8   | M       | 178   | 7:35:48.349    |
| Ki   | LMP1      | 5  | Team LNT              | Charlie Robertson Ben Hanley Jordan King                 | Ginetta G60-LT-P1            | M       | 143   | 4:34:13.454    |
| Ki   | LMP1      | 5  | Team LNT              | Charlie Robertson Ben Hanley Jordan King                 | AER P60C 2.4 L Turbo V6      | M       | 143   | 4:34:13.454    |
| Ki   | LMGTE Am  | 88 | Dempsey-Proton Racing | Thomas Preining Adrien de Leener Khaled Al Qubaisi       | Porsche 911 RSR              | M       | 109   | 3:46:55.748    |
| Ki   | LMGTE Am  | 88 | Dempsey-Proton Racing | Thomas Preining Adrien de Leener Khaled Al Qubaisi       | Porsche 4.0L Flat 6          | M       | 109   | 3:46:55.748    |

## A világbajnokság állása a verseny után
LMP (Teljes táblázat)
| H  | Versenyzők                                        | Pont | H  | Konstruktőrök       | Pont |
| -- | ------------------------------------------------- | ---- | -- | ------------------- | ---- |
| 1. | Mike Conway Kobajasi Kamui José María López       | 97   | 1. | Toyota Gazoo Racing | 108  |
| 2. | Sébastien Buemi Nakadzsima Kazuki Brendon Hartley | 89   | 2. | Rebellion Racing    | 67   |
| 3. | Bruno Senna Gustavo Menezes Norman Nato           | 67   | 3. | Team LNT            | 29   |
| 4. | Ho-Pin Tung Gabriel Aubry Will Stevens            | 34   |    |                     |      |
| 5. | Filipe Albuquerque Philip Hanson                  | 30   |    |                     |      |

LMP2 (Teljes táblázat)
| H  | Versenyzők                                | Pont | H  | Konstruktőrök         | Pont |
| -- | ----------------------------------------- | ---- | -- | --------------------- | ---- |
| 1. | Ho-Pin Tung Gabriel Aubry Will Stevens    | 72   | 1. | Jackie Chan DC Racing | 72   |
| 2. | Filipe Albuquerque Philip Hanson          | 69   | 2. | United Autosports     | 69   |
| 3. | Giedo van der Garde Frits van Eerd        | 66   | 3. | Racing Team Nederland | 66   |
| 4. | António Félix da Costa Roberto González   | 62   | 4. | Jota Sport            | 62   |
| 5. | Thomas Laurent André Negrão Pierre Ragues | 56   | 5. | Signatech Alpine Elf  | 56   |

LMGTE Pro (Teljes táblázat)
| H  | Versenyzők                      | Pont | H  | Konstruktőrök | Pont |
| -- | ------------------------------- | ---- | -- | ------------- | ---- |
| 1. | Marco Sørensen Nicki Thiim      | 85   | 1. | Aston Martin  | 153  |
| 2. | Michael Christensen Kévin Estre | 71   | 2. | Porsche       | 142  |
| 3. | Gianmaria Bruni Richard Lietz   | 68   | 3. | Ferrari       | 100  |
| 4. | Alex Lynn Maxime Martin         | 68   |    |               |      |
| 5. | Davide Rigon Miguel Molina      | 47   |    |               |      |

LMGTE Am (Teljes táblázat)
| H  | Versenyzők                                        | Pont | H  | Konstruktőrök       | Pont |
| -- | ------------------------------------------------- | ---- | -- | ------------------- | ---- |
| 1. | Jeroen Bleekemolen Ben Keating                    | 73   | 1. | Team Project 1      | 73   |
| 2. | Emmanuel Collard Nicklas Nielsen François Perrodo | 73   | 2. | AF Corse            | 73   |
| 3. | Paul Dalla Lana Ross Gunn Darren Turner           | 60,5 | 3. | Aston Martin Racing | 60,5 |
| 4. | Jonathan Adam Charlie Eastwood Salih Yoluç        | 58   | 4. | TF Sport            | 58   |
| 5. | Larry ten Voorde                                  | 57   | 5. | MR Racing           | 42   |